# Trudove, Krasîliv
Trudove (în ucraineană Трудове) este un sat în comuna Hlibkî din raionul Krasîliv, regiunea Hmelnîțkîi, Ucraina.

## Demografie
Componența lingvistică a localității Trudove
     Ucraineană (96,19%)
     Rusă (3,81%)
Conform recensământului din 2001, majoritatea populației localității Trudove era vorbitoare de ucraineană (96,19%), existând în minoritate și vorbitori de rusă (3,81%).